# Narrazione della vita di Frederick Douglass, uno schiavo americano
Narrazione della vita di Frederick Douglass, uno schiavo americano (Narrative of the Life of Frederick Douglass, an American Slave) è un'opera letteraria di Frederick Douglass pubblicata nel 1845. A metà tra un'autobiografia e un trattato sull'abolizionismo, Narrazione della vita di Frederick Douglass è forse il più famoso tra i memoriali pubblicati da schiavi fuggiaschi e liberati, nonché una delle opere che ebbero maggiore influenza sul movimento abolizionista negli Stati Uniti d'America. L'edizione originale fu accompagnata da una prefazione ad opera di William Lloyd Garrison e una lettera al lettore di Wendell Phillips, entrambi prominenti attivisti contro la schiavitù.

## Trama

### Libri I-IV
Frederick Douglass inizia la sua narrazione spiegando di non sapere esattamente quando è nato e che la madre morì quando aveva sette anni. Dato che gli schiavi erano solitamente separati dai propri figli, Douglass conserva pochi ricordi della madre e nessuno del padre, che sospetta essere un uomo bianco e probabilmente il loro padrone. Durante la sua infanzia in schiavitù, il piccolo Douglass assistette a momenti grande violenza e crudeltà, tra cui la fustigazione di sua zia Hester. Nei primi capitoli dell'opera Douglass racconta nel dettaglio com'è la vita di uno schiavo, a partire dal costante stato di terrore in cui si trova fino all'atteggiamento da tenere davanti ai propri padroni.

### Libri V-VII
Douglass viene mandato a Baltimora, dove comincia a sperare di diventare un uomo libero. La sua nuova padrona, la signora Sophia Auld, inizialmente sembra essere una donna gentile, ma presto rivela una natura crudele e violenta. La signora Auld gli insegna a leggere e scrivere parole semplici, ma il marito disapprova dato che ritiene che saper leggere e scrivere possa rendere uno schiavo pericoloso. Douglass capisce quindi il potere dell'alfabetizzazione e si esercita assiduamente nella lettura e nella scrittura. Dopo aver imparato a leggere, Douglass viene a conoscenza del movimento abolizionista e comincia a pensare di fuggire a Nord in cerca di libertà.

### Libri VIII-IX
Quando Douglass ha dieci o undici anni, il suo padrone muore e lui si trova conteso in una disputa sull'eredità tra il figlio e la figlia del morto. Gli schiavi vengono valutati insieme al bestiame, un fatto che fa infuriare Douglass. Per sua fortuna però viene mandato nuovamente a Baltimora nella famiglia di padron Hugh. Durante il viaggio gli si presentano occasioni di fuggire, ma non riesce a coglierle. Dopo aver vissuto per un certo periodo con il crudele Thomas Auld, Douglass viene dato in prestito per un anno a Mr Covey, noto per la violenza dei suoi modi con gli schiavi.

### Libri X-XI
Douglass viene costretto a lavorare nei campi e viene frustato quasi ogni settimana. Le sue condizioni di vita deteriorano al punto che un giorno sviene tra i campi, un incidente per cui viene picchiato brutalmente da Covey. Alcuni giorni dopo Covey tenta di legarlo ma Douglass si ribella e lo sottomette. Covey decide di non punirlo dato che ammettere quello che è successo guasterebbe la sua reputazione e così Douglass evita la punizione e può resistere fino alla fine dell'anno. Douglass viene mandato alla piantagione del più clemente William Freeland e ha modo di osservare come Covey fosse più religioso del nuovo padrone, ma infinitamente più crudele di Freeland, buono e poco devoto. Nella piantagione Douglass fa amicizia con altri schiavi e insegna loro a leggere e scrivere. Douglass e i suoi alleati pianificano una fuga, ma essa fallisce e Douglass viene messo in prigione per una settimana. Successivamente, Douglass viene rispedito a Baltimora per imparare un lavoro.
Douglass diventa apprendista in un cantiere navale sotto la supervisione del signor Gardner, dove incontra difficoltà a causa del colore della sua pelle e del suo stato di schiavo. Douglass viene coinvolto in una rissa dove gli viene quasi cavato un occhio e parla dell'incidente con padron Hugh, che decide di risparmiargli il lavoro al cantiere. Hugh prova a cercare un avvocato per Douglass, ma tutti rifiutano di rappresentare uno schiavo. Sophia Auld si impietosisce e cura Douglass per tutta la sua convalescenza. Lo schiavo trova un nuovo lavoro ma è costretto a lasciare tutta la paga a Mr Auld. Douglass decide quindi di scappare a Nord e riesce a raggiungere New Bedford. Douglass però non racconta nel dettaglio la sua fuga per non mettere nei guai le persone che lo hanno aiutato e che potranno quindi aiutare altri schiavi verso la libertà. Douglass viene quindi riunito con la sua fidanzata e diventa finalmente il padrone di se stesso.

## Edizioni
- Frederick Douglass, Memorie di uno schiavo fuggiasco, traduzione di M. G. Fabi, Manifesto Libri, 2011,  p. 173, ISBN 978-8872856819.
- Frederick Douglass, Narrazione della vita di Frederick Douglass, uno schiavo americano, scritta da lui stesso, traduzione di M. G. Fabi, Marsilio, 2015,  p. 312, ISBN 978-8831721844.